# Rhabditis stalbergi
Rhabditis stalbergi is een rondwormensoort uit de familie van de Rhabditidae. De wetenschappelijke naam van de soort is voor het eerst geldig gepubliceerd in 1950 door Allgén.